# A Dominikai Köztársaság az 1988. évi nyári olimpiai játékokon
A Dominikai Köztársaság a dél-koreai Szöulban megrendezett 1988. évi nyári olimpiai játékok egyik részt vevő nemzete volt. Az országot az olimpián 5 sportágban 16 sportoló képviselte, akik érmet nem szereztek.

## Asztalitenisz
Férfi
| Versenyző                     | Versenyszám | Csoportkör | Csoportkör | Nyolcaddöntő      | Negyeddöntő       | Elődöntő          | Döntő             | Helyezés |
| Versenyző                     | Versenyszám | Ellenfél Eredmény | Hely.      | Ellenfél Eredmény | Ellenfél Eredmény | Ellenfél Eredmény | Ellenfél Eredmény | Helyezés |
| ----------------------------- | ----------- | --- | ---------- | ----------------- | ----------------- | ----------------- | ----------------- | -------- |
| Mario Álvarez                 | Egyes       | G csoport · Leszek Kucharski (POL) · 0:3 · Jindřich Panský (TCH) · 1:3 · Carl Prean (GBR) · 1:3 · Vong Vong Ju (HKG) · 2:3 · Joe Ng (CAN) · 0:3 · Mourad Sta (TUN) · 3:0 · Ju Namgju (Yu Nam-Gyu) (KOR) · 0:3 | 7.         | kiesett           | kiesett           | kiesett           | kiesett           | 49.      |
| Raymundo Fermín               | Egyes       | F csoport · Erik Lindh (SWE) · 1:3 · Zoran Kalinić (YUG) · 0:3 · Desmond Douglas (GBR) · 0:3 · Cláudio Kano (BRA) · 0:3 · Huang Huj-csie (Huang Huei-Chieh) (TPE) · 0:3 · Ashraf Helmy (EGY) · 1:3 · Farjad Saif (PAK) · 1:3 | 8.         | kiesett           | kiesett           | kiesett           | kiesett           | 57.      |
| Mario Álvarez Raymundo Fermín | Páros       | B csoport · Dél-Korea (KOR) · Kim Githek (Kim Gi-Taek) · Kim Van (Kim Wan) · 0:2 · Nagy-Britannia (GBR) · Desmond Douglas · Sky Andrew · 0:2 · Tajvan (TPE) · Csi Csin-lung (Chih Chin-Long) · Csi Csin-suj (Chih Chin-Shui) · 0:2 · Ausztria (AUT) · Yi Ding · Gottfried Bär · 1:2 · NSZK (FRG) · Georg Böhm · Jürgen Rebel · 0:2 · Új-Zéland (NZL) · Barry Griffiths · Peter Jackson · 2:0 · Svédország (SWE) · Jan-Ove Waldner · Mikael Appelgren · 0:2 | 7.         |                   | kiesett           | kiesett           | kiesett           | 29.      |

## Atlétika
Férfi
| Versenyző        | Versenyszám | Előfutam | Előfutam | Előfutam | Negyeddöntő | Negyeddöntő | Negyeddöntő | Elődöntő | Elődöntő | Elődöntő | Döntő   | Döntő    |
| Versenyző        | Versenyszám | Idő      | Hely.    | Össz.    | Idő         | Hely.       | Össz.       | Idő      | Hely.    | Össz.    | Idő     | Helyezés |
| ---------------- | ----------- | -------- | -------- | -------- | ----------- | ----------- | ----------- | -------- | -------- | -------- | ------- | -------- |
| Juan Núñez       | 100 m       | 10,47    | 2.       | 25.**    | 10,33       | 2.          | 15.*        | 10,35    | 5.       | 11.      | kiesett | kiesett  |
| Evaristo Ortíz   | 100 m       | 11,01    | 6.       | 84.*     | kiesett     | kiesett     | kiesett     | kiesett  | kiesett  | kiesett  | kiesett | kiesett  |
| Modesto Castillo | 110 m gát   | 14,40    | 5.       | 29.      | 14,21       | 6.          | 23.         | kiesett  | kiesett  | kiesett  | kiesett | kiesett  |

* - egy másik versenyzővel azonos eredményt ért el

** - két másik versenyzővel azonos eredményt ért el

## Cselgáncs
| Versenyző       | Versenyszám | Csoport | Selejtező         | 32-es főtábla             | Nyolcaddöntő      | Negyeddöntő       | Elődöntő          | Vigaszág nyolcaddöntő | Vigaszág negyeddöntő | Vigaszág elődöntő | Bronz- mérkőzés   | Döntő             | Helyezés |
| Versenyző       | Versenyszám | Csoport | Ellenfél Eredmény | Ellenfél Eredmény         | Ellenfél Eredmény | Ellenfél Eredmény | Ellenfél Eredmény | Ellenfél Eredmény     | Ellenfél Eredmény    | Ellenfél Eredmény | Ellenfél Eredmény | Ellenfél Eredmény | Helyezés |
| --------------- | ----------- | ------- | ----------------- | ------------------------- | ----------------- | ----------------- | ----------------- | --------------------- | -------------------- | ----------------- | ----------------- | ----------------- | -------- |
| Gilberto García | Légsúly     | B       | erőnyerő          | Lee Kan (HKG) · 0000–1000 | kiesett           | kiesett           | kiesett           |                       |                      |                   |                   |                   | 20.      |

## Ökölvívás
| Versenyző       | Versenyszám  | Selejtező                   | 32-es főtábla                 | Nyolcaddöntő                    | Negyeddöntő                  | Elődöntő          | Döntő             | Helyezés |
| Versenyző       | Versenyszám  | Ellenfél Eredmény           | Ellenfél Eredmény             | Ellenfél Eredmény               | Ellenfél Eredmény            | Ellenfél Eredmény | Ellenfél Eredmény | Helyezés |
| --------------- | ------------ | --------------------------- | ----------------------------- | ------------------------------- | ---------------------------- | ----------------- | ----------------- | -------- |
| Jesús Beltre    | Papírsúly    | erőnyerő                    | Marcelino Bolívar (VEN) · 4:1 | Alekszandr Mahmutov (URS) · 1:4 | kiesett                      | kiesett           | kiesett           | 9.       |
| Meluin de Leon  | Légsúly      | erőnyerő                    | Badie Ovnteni (NIG) · RSC     | Philippe Desavoye (FRA) · 5:0   | Timofei Scriabin (URS) · 2:3 | kiesett           | kiesett           | 5.       |
| Emilio Villegas | Pehelysúly   | Paul Fitzgerald (IRL) · 1:4 | kiesett                       | kiesett                         | kiesett                      | kiesett           | kiesett           | 33.      |
| José Saizozema  | Kisváltósúly | erőnyerő                    | Ike Quartey (GHA) · 0:5       | kiesett                         | kiesett                      | kiesett           | kiesett           | 17.      |
| Pedro Fria      | Váltósúly    | Maselino Masoe (ASA) · RSC  | kiesett                       | kiesett                         | kiesett                      | kiesett           | kiesett           | 33.      |

RSC – a mérkőzésvezető megállította a mérkőzést

## Súlyemelés
| Versenyző          | Versenyszám | Szakítás                 | Szakítás                 | Lökés    | Lökés    | Összesen | Helyezés |
| Versenyző          | Versenyszám | Eredmény                 | Helyezés                 | Eredmény | Helyezés | Összesen | Helyezés |
| ------------------ | ----------- | ------------------------ | ------------------------ | -------- | -------- | -------- | -------- |
| Cristian Rivera    | 56 kg       | érvényes kísérlet nélkül | érvényes kísérlet nélkül | kiesett  | kiesett  | kiesett  | kiesett  |
| Frank Pérez        | 82,5 kg     | 145,0                    | 10.                      | 172,5    | 10.      | 317,5    | 10.      |
| Francisco Guzman   | 90 kg       | 142,5                    | 13.                      | 170,0    | 20.      | 312,5    | 18.      |
| José Miguel Guzman | +110 kg     | 142,5                    | 13.                      | 190,0    | 11.      | 332,5    | 13.      |